# Dzo
Un dzo (del idioma tibetano མཛོ་ mdzo tso) es un animal híbrido macho resultado de cruzar un yak con una vaca.
De este modo se consigue un animal más fuerte que el ganado vacuno y puede emplearse en tareas agrícolas. Se utiliza en Nepal, Bután y Mongolia. En idioma mongol se denomina hainag (хайнаг) y khainag en nepalí. A la hembra se le denomina dzomo o zhom.
En Nepal se suele utilizar yak machos y vacas domésticas pero también es posible a la inversa, aunque con menor frecuencia. Las hembras son fértiles pero los machos son estériles y su carne se considera superior a la carne de vacuno. A su vez, el resultado de cruzar una dzomo con un yak o un toro da como resultado un ortoom y un ortoom cruzado, de nuevo se denomina usanguzee. Como resultado muchos yak o toros considerados puros tienen, probablemente, parte del material genético de la otra especie.